# 下明克海姆
下明克海姆是德国巴登-符腾堡州的一个市镇。总面积27.14平方公里，总人口2950人，其中男性1500人，女性1450人（2011年12月31日），人口密度109人/平方公里。